# Черьевский, Юрий Владимирович
Ю́рий Влади́мирович Черье́вский (16 января 1961, Тула) — советский и российский футболист, полузащитник и тренер. Заместитель генерального директора тульского «Арсенала» по развитию молодёжного футбола.

## Карьера

### Игровая
В юности совмещал футбол с хоккеем, выступал за хоккейный «Металл» из Тулы. В тульской футбольной команде мастеров дебютировал в 17-летнем возрасте. Во время службы в армии играл за команду из Гороховца в первенстве Владимирской области. За 12 сезонов в тульском «Арсенале» провёл 328 матчей в чемпионатах СССР и России (3-й результат в истории клуба).

### Тренерская
С 1996 года на тренерской работе. В 2005—2006 годах был главным тренером «Арсенала». После того как туляки утратили профессиональный статус, работал в местной ДЮСШ. С 2012 по 2017 год возглавлял «Арсенал-2» (с перерывом).